# Sveučilište Utah
Sveučilište Utah (engleski: University of Utah, često skraćeno kao U of U, UofU, The U) je javno sveučilište u Salt Lake Cityu, Utah, Sjedinjene Američke Države.

## Povijest
Sveučilište je osnovan 1850. godine kao Sveučilište Deseret (engleski: University of Deseret), po Deseretu. Sveučilište Deseret je najstarije sveučilište u Uti. Sveučilište Deseret je promijenio svoje ime u Sveučilište Utah 1892. godine, četiri godine prije nego što je Utah postala savezna država Sjedinjenih Američkih Država. 

## Vanjske poveznice
- Službena web stranica sveučilišta